# Georg Ossian Sars
Georg Ossian Sars (Kinn, 20 april 1837 - Oslo, 9 april 1927) was een Noors zee- en zoetwaterbioloog. 
Georg Ossian Sars werd geboren op 20 april 1837 in Kinn, Noorwegen (nu onderdeel van Flora), als zoon van Michael Sars en Maren Sars. De historicus Ernst Sars was zijn oudere broer en de zangeres Eva Nansen was zijn jongere zus. Hij groeide op in Manger, Hordaland, waar zijn vader de plaatselijke priester was. Hij bezocht van 1852 tot 1854 de Bergen Katedralskole en vanaf 1854 de Oslo katedralskole. Hij ging in 1857 naar de universiteit in Christiania (nu de Universiteit van Oslo). 
Zijn interesse in natuurlijke historie bloeide op tijdens de studie geneeskunde. Nadat hij watervlooien had verzameld in lokale meren, en er met behulp van Wilhelm Lilljeborg's werk achter kwam dat hij nieuwe soorten had gevonden, schreef hij zijn eerste wetenschappelijke publicatie. Sars had een goed geheugen en kon uitstekend tekenen. Hij illustreerde een aantal van zijn vaders zoölogische werken.
Sars was een van de eerste onderzoekers van Ichthyoplankton (visseneitjes en larven). In 1864 kreeg hij van de Noorse regering de opdracht om de visserij van de Noorse kust te onderzoeken. Zijn aandacht ging daarbij vooral uit naar schaaldieren en hun systematiek. Hij beschreef en benoemde in zijn carrière veel nieuwe soorten. Zijn magnum opus was An Account of the Crustacea of Norway. Hij werd in 1910 onderscheiden met de Linnean Medal. 
Georg Ossian Sars is nooit getrouwd, en overleed op 9 april 1927 in Oslo. Hij wordt herinnerd in de wetenschappelijke benaming van een aantal ongewervelde zeedieren, evenals in het tijdschrift Sarsia, en in de naam van het vlaggenschip van de Noorse onderzoeksvloot, de RV G.O. Sars.